# Nhật ký nữ sinh
Nhật ký nữ sinh (tiếng Triều Tiên: 한 녀학생의 일기) là một bộ phim tâm lý dành cho lứa tuổi mới lớn của Điện ảnh Triều Tiên, phát hành vào năm 2006.

## Nội dung
Giống như phần còn lại của gia đình, Su-ryeon, một sinh viên, hiếm khi thấy cha mình. Ông là một nhà khoa học đắm chìm trong nghiên cứu của mình, làm việc trên cả nước. Tình hình này tạo ra những căng thẳng trong gia đình và ảnh hưởng Su-ryeon. Trên ngưỡng cửa của cuộc sống đại học, đó là thời gian cho sự lựa chọn của mình rằng sẽ quyết định cuộc sống của mình.

## Ê-kíp
- Giám đốc sản xuất: Jang In-hak
- Chỉ đạo nghệ thuật: Triệu Vinh Cát (Jo Yeong-gil)
- Âm nhạc: Triệu Tính Thù (Jo Seong-su)
- Dựng ảnh: Hàn Huy Quang (Han Heui-gwang), Hoàng Long Thiết (Hwang Ryong-cheol)
- Dựng phim: Phác Chính Thục (Park Jeong-suk)
- Phát hành: Công ty cổ phần Xuất - nhập khẩu phim Triều Tiên (CHDCND Triều Tiên)
- Nhà phân phối: Pretty Pictures (Pháp)
- Năm phát hành: 2006 (CHDCND Triều Tiên), 26-12-2007 (Pháp)

## Vinh danh
- Một trong mười phim tranh giải tại [[::en::Pyongyang International Film Festival|Liên hoan phim Quốc tế Bình Nhưỡng]] (14 tháng 9 năm 2006)
- Các nhà phân phối Pháp "Pretty Pictures" tại Liên hoan phim Quốc tế Bình Nhưỡng lần thứ X vào tháng 9 năm 2006, đã mua bản quyền phim. Phiên bản này được lập biểu cho 26 tháng 12 năm 2007, sau khi được trình bày cho các phim tại Cannes VII.
- Những liên hoan phim đã tham gia: Liên hoan phim Cannes (18-5-2007), [[::fr::Festival du film d'éducation|Liên hoan phim Giáo dục Évreux]] (29-11-2007), [[::en::CPH:PIX|Liên hoan phim Quốc tế Copenhagen]] (18-4-2009), Liên hoan phim Á châu - Romania (27-6-2009).